# Thuin
Thuin là một đô thị ở tỉnh Hainaut. Đô thị Thuin gồm các đô thị cũ Leers-et-Fosteau, Biesme-sous-Thuin, Ragnies, Biercée, Gozée, Donstiennes, và Thuillies.

## Thành phố kết nghĩa
- Ý: Torgnon
- Pháp: Bletterans ở tỉnh Jura